# ノートル＝ダム＝ド＝モン
ノートル＝ダム＝ド＝モン （Notre-Dame-de-Monts）は、フランス、ペイ・ド・ラ・ロワール地域圏、ヴァンデ県のコミューン。

## 地理
町のほとんどが、砂丘によって他から隔絶している砂浜である。南北およそ25kmの長さの沿岸には、ペイ・ド・モンの森の一部となってマツが植えられている。いくつかの森の道が交差した、かろうじて100mほどの幅があるこの『緑の回廊』の反対側に、海に面して、連なりの西側に小さな都市部がある。

## 人口統計
| 1962年 | 1968年 | 1975年 | 1982年 | 1990年 | 1999年 | 2008年 | 2013年 |
| ------ | ------ | ------ | ------ | ------ | ------ | ------ | ------ |
| 1272   | 1349   | 1376   | 1325   | 1333   | 1528   | 1841   | 1997   |

参照元:1962年から1999年まで人口の2倍カウントなし。1999年までEHESS/Cassini、2004年以降INSEE

## 姉妹都市
- グランタウン・オン・スペイ、スコットランド

### ノート
1. ↑  Réélu en 2014.